# Deportes ecuestres en los Juegos Olímpicos de Atenas 2004
Los deportes ecuestres en los Juegos Olímpicos de Atenas 2004 se realizaron en el Centro Olímpico Ecuestre Markopulo de Atenas del 15 al 27 de agosto de 2004.
En total se disputaron en este deporte seis pruebas diferentes en las disciplinas de doma, salto de obstáculos y concurso completo, en las categorías individual y por equipos. El programa de competiciones se mantuvo como en la edición pasada.

## Medallistas
| Evento                                            | Oro | Plata | Bronce |
| ------------------------------------------------- | --- | --- | --- |
| Doma individual (20-25 de agosto)                 | Anky van Grunsven · (Salinero) · Países Bajos · 79,278 pts. | Ulla Salzgeber · (Rusty) · Alemania · 78,833 pts. | Beatriz Ferrer-Salat · (Beauvalais) · España · 76,667 pts. |
| Doma por equipos (20-22 de agosto)                | Heike Kemmer · (Bonaparte) · Hubertus Schmidt · (Wansuela Suerte) · Martin Schaudt · (Weltall) · Ulla Salzgeber · (Rusty) · Alemania · 74,653                                                                 | Beatriz Ferrer-Salat · (Beauvalais) · Juan Antonio Jiménez · (Guizo) · Ignacio Rambla Algarín · (Oleaje) · Rafael Soto Andrade · (Invasor) · España · 72,917                                     | Lisa Wilcox · (Relevant 5) · Guenter Seidel · (Aragon) · Deborah McDonald · (Brentina) · Robert Dover · (Kennedy) · Estados Unidos · 71,500                                                 |
| Salto de obstáculos individual (20-27 de agosto)  | Rodrigo Pessoa · (Baloubet du Rouet) · Brasil · 8 (4) | Chris Kappler · (Royal Kaliber) · Estados Unidos · 8 (ret) | Marco Kutscher · (Montender 2) · Alemania · 9 |
| Salto de obstáculos por equipos (20-24 de agosto) | Peter Wylde · (Fein Cera) · McLain Ward · (Sapphire) · Elizabeth Madden · (Authentic) · Chris Kappler · (Royal Kaliber) · Estados Unidos · 20 (0+131,09 s)                                                    | Rolf-Göran Bengtsson · (Mac Kinley) · Malin Baryard · (Butterfly Flip) · Peter Eriksson · (Cardento) · Peder Fredricson · (Magic Bengtsson) · Suecia · 20 (0+138,48 s)                           | Otto Becker · (Cento) · Marco Kutscher · (Montender 2) · Christian Ahlmann · (Cöster) · Ludger Beerbaum · (Goldfever) · Alemania · 21                                                       |
| Concurso completo individual (15-18 de agosto)    | Leslie Law · (Shear L'Eau) · Reino Unido · 44,40 | Kimberly Severson · (Winsome Andante) · Estados Unidos · 45,20 | Philippa Funnell · (Primmore's Pride) · Reino Unido · 46,60 |
| Concurso completo por equipos (15-18 de agosto)   | Arnaud Boiteau · (Expo du Moulin) · Cédric Lyard · (Fine Merveille) · Didier Courrèges · (Débat D'Estruval) · Jean Teulère · (Espoir de la Mare) · Nicolas Touzaint · (Galan de Sauvegère) · Francia · 140,40 | Jeanette Brakewell · (Over To You) · Mary King · (King Solomon III) · Leslie Law · (Shear L'Eau) · Philippa Funnell · (Primmore's Pride) · William Fox-Pitt · (Tamarillo) · Reino Unido · 143,00 | Kimberly Severson · (Winsome Andante) · Darren Chiacchia · (Windfall II) · John Williams · (Carrick) · Amy Tryon · (Poggio II) · Julie Richards · (Jacob Two Two) · Estados Unidos · 145,60 |

1. ↑  Descalificación por dopaje del medallista de oro, el irlandés Cian O'Connor, por dopaje de su caballo.[4]
2. ↑  El equipo alemán, ganador de la medalla de oro, fue relegado a la tercera posición tras la corrección de los puntos ocasionada por la descalificación por dopaje del caballo de Ludger Beerbaum.[5]

## Medallero
| Núm. | País           | Oro | Plata | Bronce | Total |
| ---- | -------------- | --- | ----- | ------ | ----- |
| 1    | Estados Unidos | 1   | 2     | 2      | 5     |
| 2    | Alemania       | 1   | 1     | 2      | 4     |
| 3    | Reino Unido    | 1   | 1     | 1      | 3     |
| 4    | Brasil         | 1   | 0     | 0      | 1     |
| 4    | Francia        | 1   | 0     | 0      | 1     |
| 4    | Países Bajos   | 1   | 0     | 0      | 1     |
| 7    | España         | 0   | 1     | 1      | 2     |
| 8    | Suecia         | 0   | 1     | 0      | 1     |
|      | TOTAL          | 6   | 6     | 6      | 18    |